# Piper mornicola
Piper mornicola är en pepparväxtart som beskrevs av C. Dc.. Piper mornicola ingår i släktet Piper och familjen pepparväxter. Inga underarter finns listade i Catalogue of Life.